# Armin Reese
Armin Reese (* 14. März 1939 in Grave; † 5. September 2015) war ein deutscher Historiker und Pädagoge. Er war Hochschullehrer für die Geschichte der frühen Neuzeit und ihre Didaktik an der Pädagogischen Hochschule Heidelberg.

## Schriften
- Die Rolle der Historie beim Aufstieg des Welfenhauses 1680–1714. Hochschulschrift. Göttingen, Philosophische Fakultät, Dissertation vom 19. Oktober 1967, Göttingen 1967 / Lax, Hildesheim 1967 (Quellen und Darstellungen zur Geschichte Niedersachsens, Bd. 71)
- mit Rainer Kaune: Johann Carl Bertram Stüve und die Deutsche Frage 1848/49. In: Niedersächsisches Jahrbuch für Landesgeschichte, Band 44, herausgegeben von der Historischen Kommission für Niedersachsen und Bremen. Lax, Hildesheim 1972, S. 233–274.
- Eigenständigkeit und Integration. Das Beispiel Rhein-Neckar-Raum. Neckar-Verlag, Villingen-Schwenningen 1987, ISBN 3-7883-0862-1.
- Pax sit Christiana. Die westfälischen Friedensverhandlungen als europäisches Ereignis. Schwann, Düsseldorf 1988, ISBN 3-590-18168-0.
- Europäische Hegemonie und France d'outre-mer. Koloniale Fragen in der französischen Außenpolitik 1700–1763. Steiner, Stuttgart 1988, ISBN 3-515-04937-1.
- Columbus. Tradition und Neuerung. Schulz-Kirchner, Idstein 1992, ISBN 3-8248-0205-8.
- Europäische Hegemonie versus Weltreich. Außenpolitik in Europa 1648–1763. Schulz-Kirchner, Idstein 1995, ISBN 3-8248-0027-6.
- Diplomatie der Interessensphären. Der Zugang zu Mexiko in der frühen Neuzeit. Abera-Verlag Meyer, Hamburg 1997, ISBN 3-931567-51-6.
- Konfessionalisierung. Friedrich, Seelze 2001.